# Teatro Olímpico
El Teatro Olímpico de Vicenza es un teatro diseñado por el arquitecto renacentista Andrea Palladio en 1580. Es el primer edificio de teatro cubierto con tejado de la historia moderna, además de ser también el primer teatro cerrado del mundo y uno de los más antiguos de Europa. Situado frente al Museo Cívico (Palacio Chiericati), fue la última obra de Palladio, quien murió sin verlo finalizado.
El edificio está ubicado dentro de una fortaleza medieval preexistente, y su realización fue encargada a Palladio por la Academia Olímpica para la puesta en escena de comedias clásicas. Su construcción, comisionada por la propia Academia, se inició en 1580 y el edificio fue inaugurado el 3 de marzo de 1585. Fue la sede de la Academia, fundada en 1555 por el propio Palladio.
Vincenzo Scamozzi, sucesor de Palladio tras su muerte, diseñó en 1585 un escenario a modo de trampantojo. La decoración imita el estilo clásico romano y produce el efecto en perspectiva de unas calles que se alejan hacia el horizonte. El proscenio, también llamado escena fija, se construyó en madera y estuco imitando al mármol. Esta estructura es uno de los elementos más destacados del Teatro Olímpico y el único que ha perdurado de la época renacentista, conservado además en un excelente estado.
El Teatro Olímpico debe su nombre a los Juegos Olímpicos de la Antigüedad instituidos por Hércules, símbolo y protector de la Academia Olímpica y del edificio. Es uno de los tres únicos teatros renacentistas que se conservan, junto con el Teatro all'antica en Sabbioneta y el Teatro Farnese en Parma, que se inspiraron en gran parte en él.
En 1994, el Teatro Olímpico fue incluido en la lista del Patrimonio de la Humanidad de la Unesco, al igual que otros  edificios y villas palladianas de Vicenza. Actualmente se siguen programando en él obras de teatro y conciertos varias veces al año. 

## Historia del proyecto

### La idea de Palladio

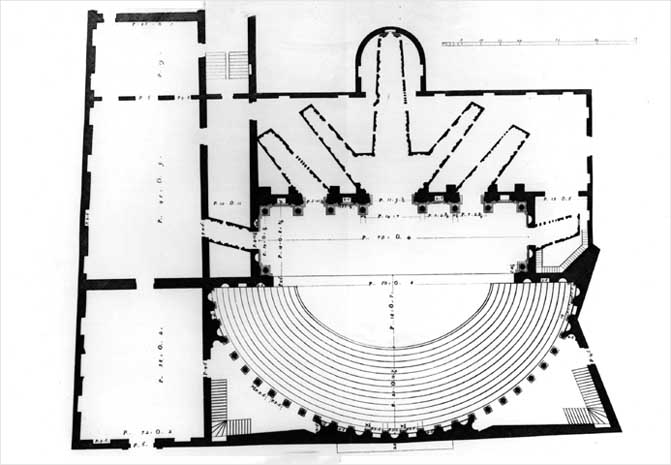
Planta según un dibujo de Ottavio Bertotti Scamozzi de 1776. Se pueden distinguir, al igual que en el diseño de Vitruvio, la cávea, la orquesta y el proscenio, además del escenario fijo, con cinco calles en perspectiva que parten del frente de escena. Dos salas previas, el Odeón y el Anteodeón, completan el conjunto.

El Teatro Olímpico fue el último proyecto de Palladio y está considerado como una de sus obras maestras. El arquitecto vicentino había regresado desde Venecia a su ciudad natal en 1579, habiendo adquirido un conocimiento detallado de la arquitectura romana, en especial de los teatros clásicos, materia en la cual era un erudito. Anteriormente había ilustrado la traducción italiana a cargo de Daniele Barbaro del tratado De architectura de Vitruvio, cuyos grabados incluían plantas de teatros romanos y un alzado del frente de escena del Teatro Berga, el teatro romano en ruinas de Vicenza. Además, los dibujos de Palladio también presentaban los planos para la reconstrucción de los teatros de Pola y Verona.

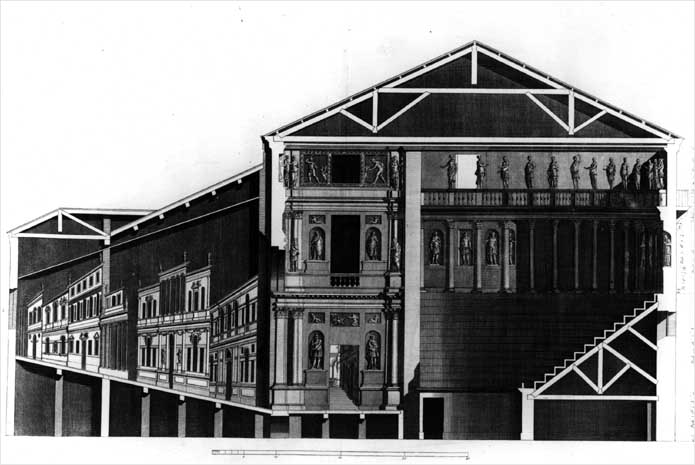
Sección longitudinal del Teatro Olímpico, donde puede apreciarse la calle principal del escenario en perspectiva fugada, con los edificios que disminuyen de tamaño a medida que se alejan del frente de escena. Ottavio Bertotti Scamozzi, 1776.

Palladio fue el fundador de la Academia Olímpica en 1555, una asociación con fines culturales y científicos, entre los cuales se encontraba la promoción de la actividad teatral. El arquitecto había diseñado previamente varias estructuras provisionales para teatros en distintas localizaciones de la ciudad. La más destacada se había erigido diecisiete años antes en el gran vestíbulo de la Basílica Palladiana.
En 1579, la Academia obtuvo los permisos para construir un teatro permanente en el Castello del Territorio, una antigua fortaleza medieval convertida en prisión y almacén de pólvora antes de caer en desuso. Palladio fue el encargado de realizar el proyecto en la vieja fortificación, cuya parcela tenía una forma complicada. A pesar de ello decidió recrear un teatro romano, tipología que había estudiado a fondo. Para ello, tuvo que convertir el escenario y la zona del graderío semicircular en una elipse, para así poder encajarlos en un espacio que era estrecho y alargado.

### La intervención de Scamozzi

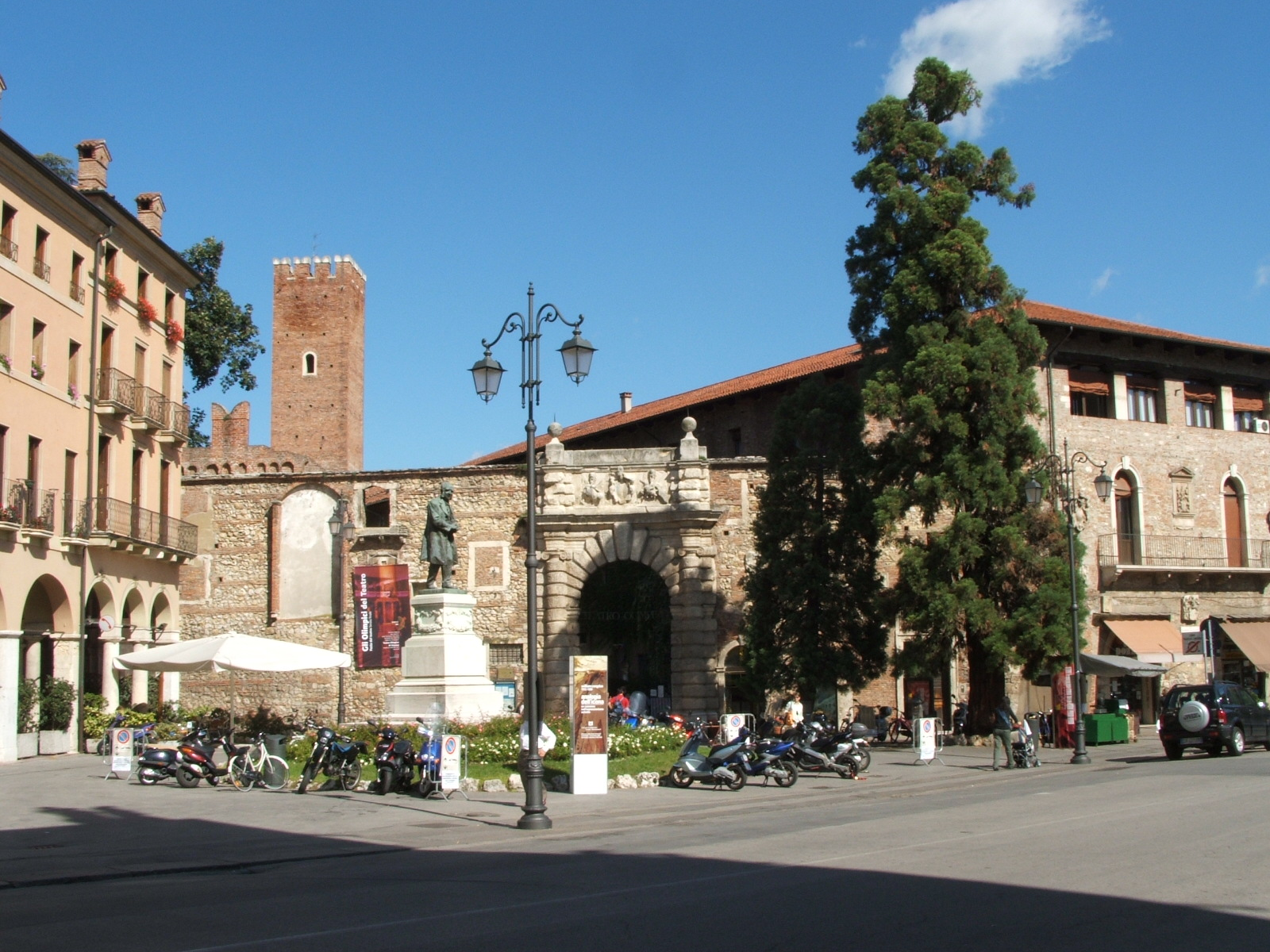
Entrada al patio del Teatro Olímpico desde la plaza Matteotti. El muro medieval es anterior al teatro, mientras que el arco de entrada rústico fue diseñado por Scamozzi, imitando claramente el estilo y tamaño de la porta reggia del interior.

Las obras del teatro se iniciaron en mayo de 1580. Sin embargo, Palladio murió el 19 de agosto, tan solo tres meses después de su comienzo. A pesar del duro golpe la construcción continuó, guiada por los bocetos y dibujos dejados por Palladio y bajo la dirección de su hijo Silla, miembro también de la Academia.
Silla fue sustituido al poco tiempo por otro importante arquitecto vicentino, Vincenzo Scamozzi, quien fue designado para completar el proyecto. Scamozzi acababa de incorporarse para finalizar otra de las grandes obras de Palladio, una villa al este de Vicenza hoy conocida como La Rotonda. La trascendencia de la labor de Scamozzi reside en el hecho de que ambos proyectos se consideran actualmente entre las obras de Palladio mejor realizadas.

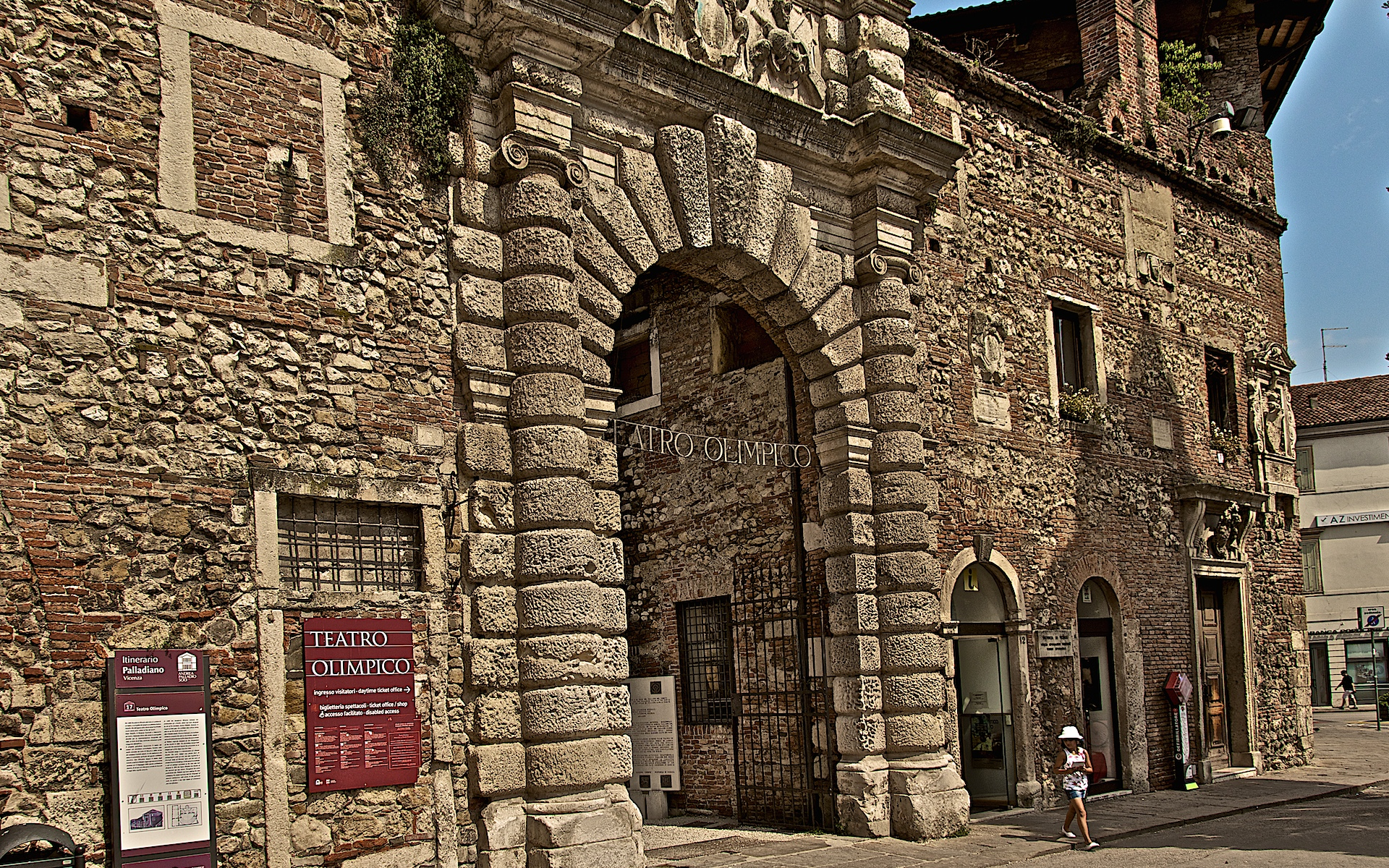
Arco de entrada al recinto realizado con almohadillado rústico.

Las contribuciones de Scamozzi se centraron en las estancias del Odeón y del Anteodeón, dos amplias salas de acceso al teatro. También diseñó el arco de entrada que conduce desde la calle, a través del antiguo muro medieval, hasta el patio de la vieja fortaleza. Se construyó de manera que tuviera el mismo tamaño y forma que la porta reggia, el arco triunfal situado en el centro del frente de escena. De este modo, el arco armonizaba con su entorno y preparaba a los visitantes para la transición entre la arquitectura medieval y la clásica. Por ello, el arco de entrada se realizó con un almohadillado rústico, que encajaba con el muro rugoso y deteriorado en el que se insertó.
Sin embargo, la aportación más conocida y original de Scamozzi fue el suntuoso escenario, con las excepcionales vistas de las calles a modo de trampantojo. Ideado por Palladio, el espacio trataba de simular los teatros clásicos al aire libre. Además de ello, Scamozzi también diseñó la iluminación que permitía que se alumbrara la escenografía de las casas desde el interior, creando la ilusión de que eran calles reales.
Recientes estudios han demostrado que el proyecto palladiano original preveía solo una única perspectiva que se correspondía con la puerta central de la escena, mientras que en los dos vanos laterales se habrían pintado unos telones de fondo. La separación de las dos partes del muro y el techo alla ducale sobre el proscenio pertenecen a la misma época del proyecto palladiano.

### La construcción del escenario

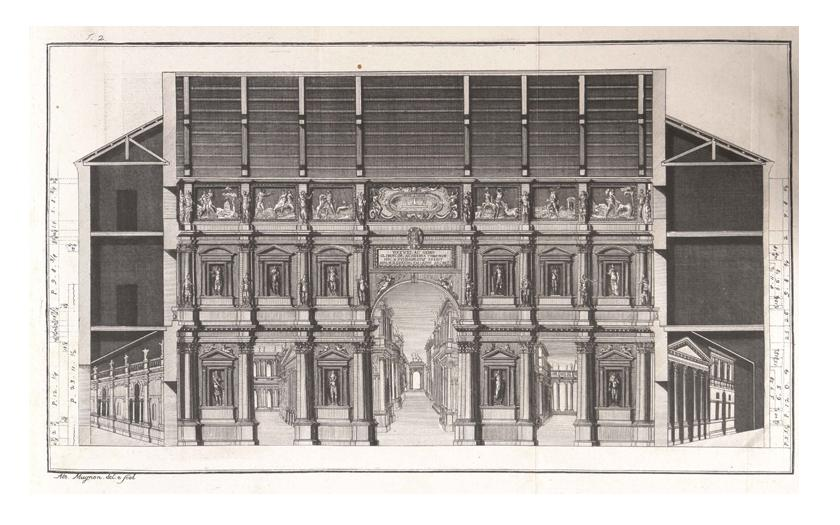
Dibujo del proscenio del teatro. Le fabbriche e i disegni di Andrea Palladio raccolti ed illustrati da Ottavio Bertotti Scamozzi. Vicenza, Giovanni Rossi, 1796.

Palladio no dejó ninguna indicación sobre el tipo de escenario que debía construirse, excepto un único esbozo del frente de escena. Su ilustración de una scaenae frons romana idealizada en la edición del Vitruvio de Barbaro mostraba unas vistas en perspectiva de unas calles, similares a las que se construirían posteriormente. Sin embargo, el croquis propuesto para el Teatro Olímpico no indicaba vía alguna, sino que el espacio bajo el arco central y las puertas laterales estaba en blanco.
La explicación más sencilla para la ausencia de calles en el dibujo es que la Academia no había conseguido todavía el terreno en el cual se construiría posteriormente el escenario. El solar fue adquirido en 1582, después de que Scamozzi se hubiese hecho cargo del proyecto. Esta compra permitió prolongar el edificio con una ampliación especial en forma de ábside, para así poder alargar la vía principal, la más larga y elaborada de las cinco existentes. La petición de la Academia al gobierno de la ciudad de un espacio adicional reflejaba que si era adquirido se emplearía para crear un escenario en perspectiva. De esta forma se explica que el terreno extra se usara para construir un teatro «según las líneas dispuestas por nuestro colega Palladio, quien lo diseñó para permitir vistas en perspectiva».

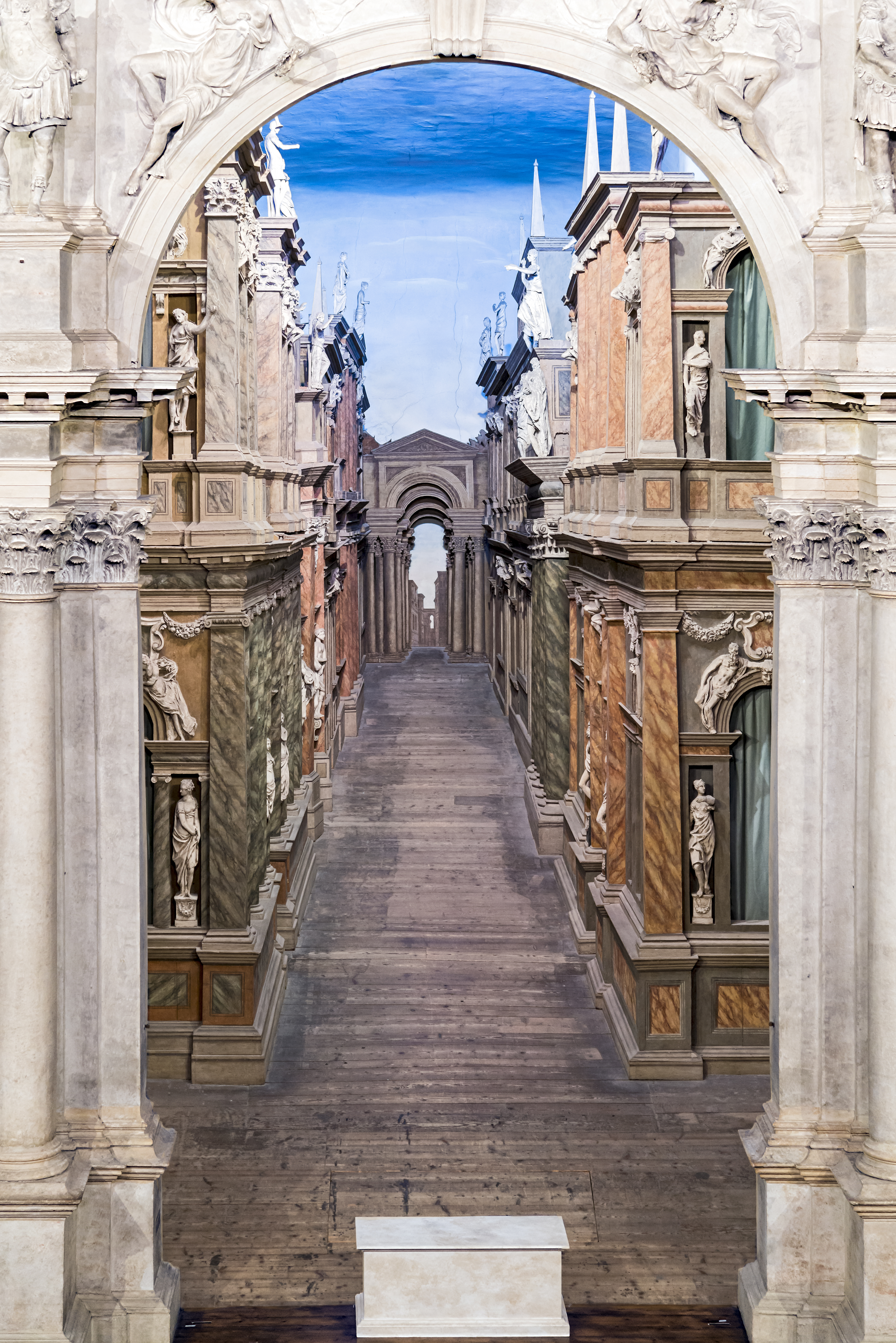
Detalle del escenario de madera y estuco diseñado por Vincenzo Scamozzi. Vista a través de la porta reggia de la fachada escénica.

Por lo tanto, se debe reconocer el mérito de Palladio por haber inspirado las vistas en perspectiva a través del arco central de la porta reggia o frente de escena y de los huecos laterales menores. Pero también debe tenerse en consideración a Scamozzi como el técnico cuyo talento permitió un gran éxito de ejecución.
El escenario diseñado por Scamozzi fue el primer ejemplo de un uso práctico de las vistas en perspectiva en la historia del teatro del Renacimiento. Los cinco corredores decorados crean la ilusión de estar mirando las calles de la antigua ciudad de Tebas, que iba a ser el escenario de la primera obra representada en el teatro. El realismo de estos cinco trampantojos produce la impresión de unas vistas lejanas, aunque en realidad las calles solo miden unos pocos metros. Todos los asientos del teatro están distribuidos de forma que se puede distinguir al menos una vista en perspectiva, lo cual puede apreciarse en la planta del edificio y siguiendo las líneas de visión de los espectadores en las distintas zonas del teatro.

### Desde la inauguración hasta la actualidad

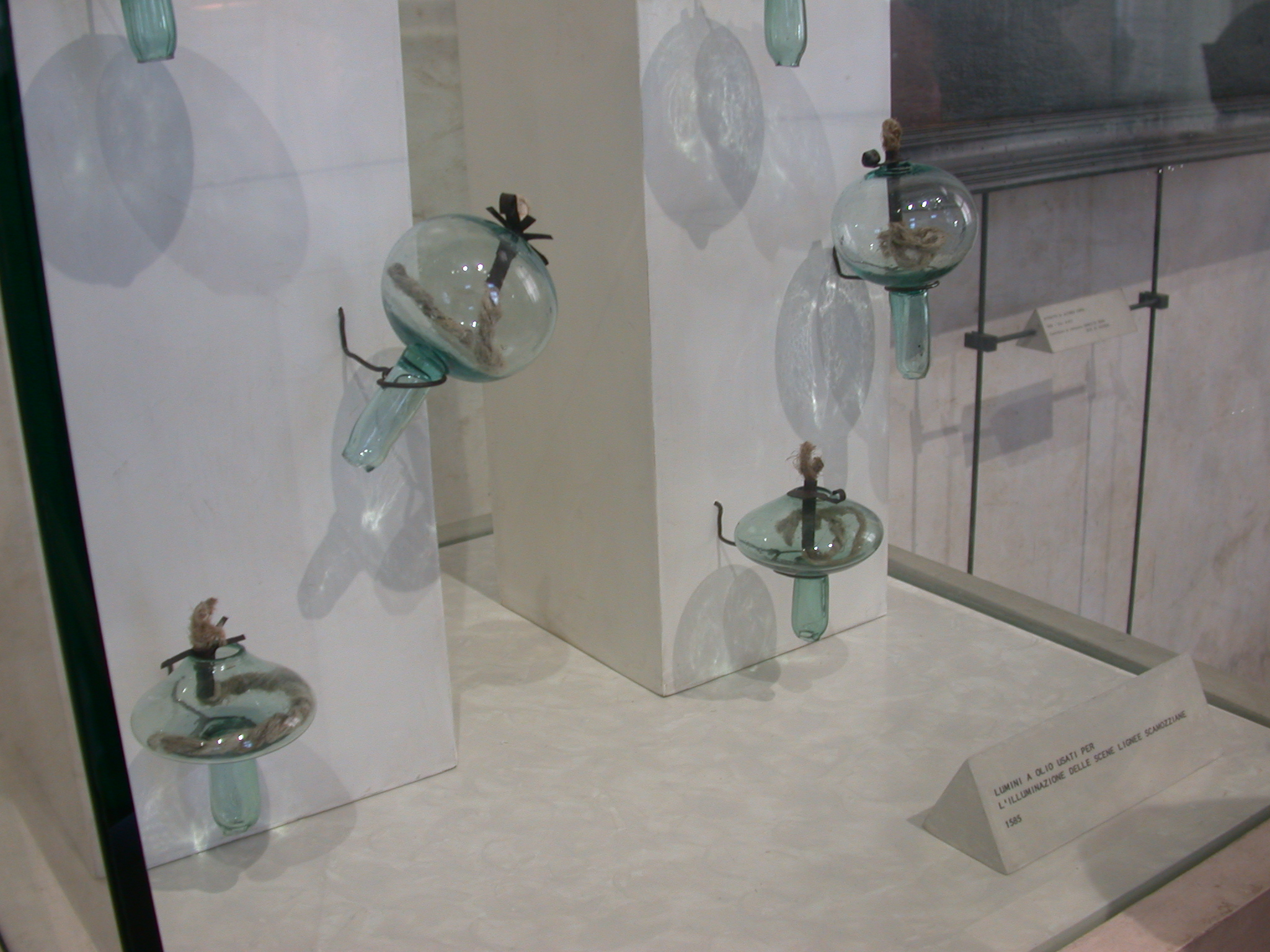
Lámparas de aceite diseñadas por Scamozzi. Se emplearon para la iluminación interior de las "casas" de las calles imaginarias en la primera representación.

El teatro fue inaugurado el 3 de marzo de 1585 con la producción del Edipo rey de Sófocles y los coros de Andrea Gabrieli. Sin embargo, el teatro se abandonó tras unas pocas producciones. El escenario, construido en madera y estuco para esta obra y que reproducía las calles de Tebas, nunca fue retirado. Durante la época de la Contrarreforma las representaciones teatrales se suspendieron y el teatro se utilizó únicamente como lugar de eventos. En la primera mitad del siglo XIX se retomaron las actividades teatrales, aunque de manera esporádica.
A pesar de los bombardeos y otras vicisitudes, el teatro se ha conservado milagrosamente hasta la fecha. El sistema original de iluminación mediante lámparas de aceite fabricadas en cristal, diseñadas por Scamozzi para incrementar la sensación del espacio, se empleó solo unas pocas veces por su alto coste y su riesgo de incendio. 
El complejo fue objeto de una restauración entre los años 1986 y 1987. Volvió a abrirse al público en 1997, cuando el teatro representó de nuevo una producción de Edipo rey bajo la dirección de Gianfranco De Bosio. 
Actualmente se celebran en él representaciones teatrales y conciertos de música, pero el número de asientos está limitado a 470 por razones de conservación. Las exhibiciones tienen lugar en dos temporadas, la de otoño de obras clásicas (Cicli di spettacoli clasici) y los festivales Il Suono dell'Olimpico y Settimane musicali al Teatro Olimpico en primavera. Carece de calefacción y de aire acondicionado, puesto que podrían dañar las delicadas estructuras de madera. Cada mes de junio, hasta el año escolar 2012-2013, el teatro se empleó para la ceremonia de graduación de los estudiantes de la escuela del Departamento Americano de Defensa en Vicenza.
El teatro fue utilizado como escenario para las películas Don Giovanni (1979) y Casanova (2005). Asimismo, también ha albergado diversos eventos como la ceremonia de entrega de los premios Dedalo Minosse de arquitectura o los galardones Le Maschere del teatro italiano.

## Descripción

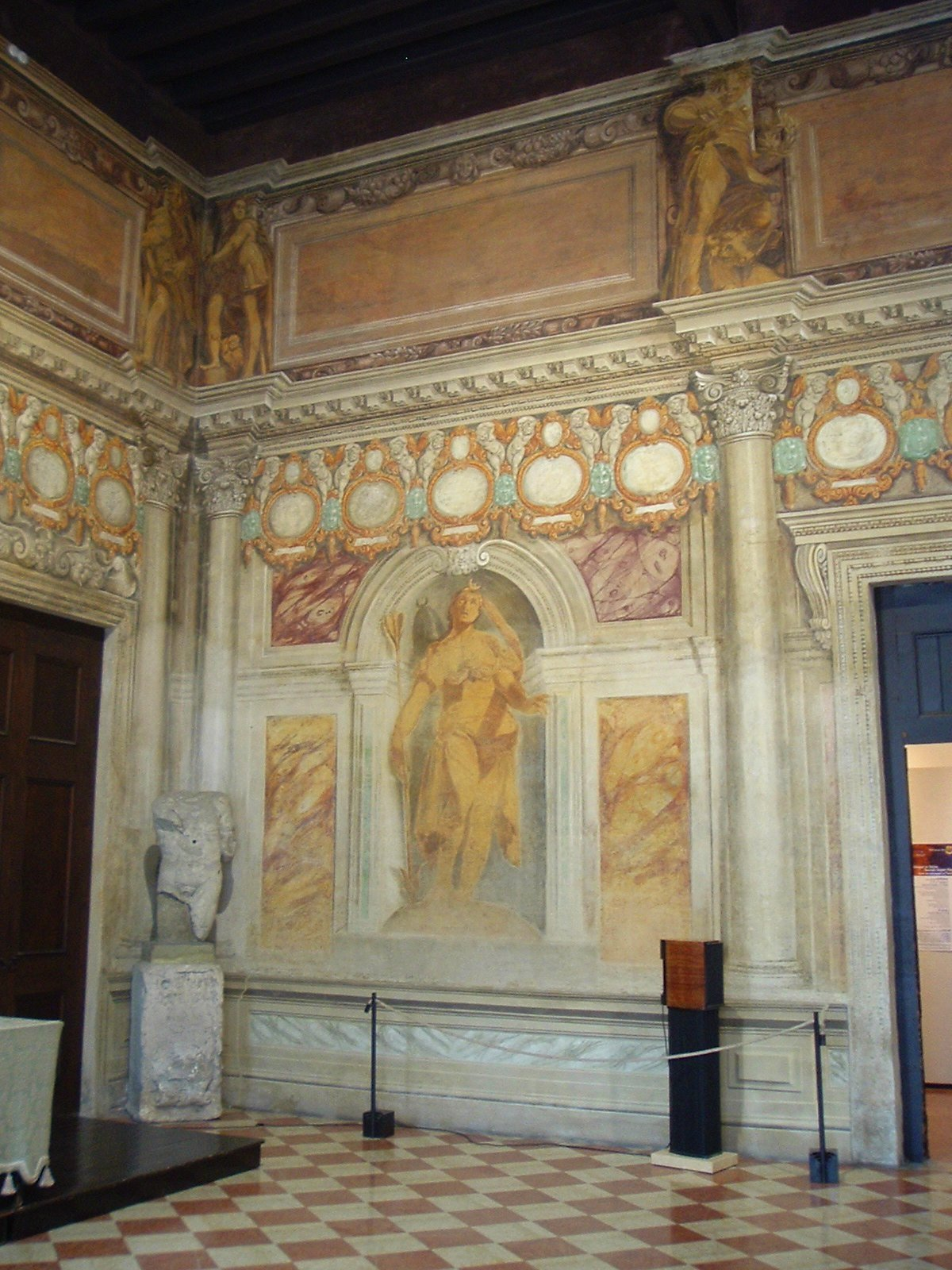
Detalle de un fresco del Odeón que representa a una diosa del Olimpo.

El acceso al recinto del teatro se realiza a través de un pequeño jardín que antiguamente formaba parte de la fortaleza medieval. En la actualidad se muestran diversos restos arqueológicos hallados en la ciudad, así como estatuas antiguas donadas por los miembros de la Academia Olímpica. El interior está compuesto por dos salas contiguas al teatro, la cávea o graderío elíptico, el escenario y el decorado con los cinco corredores en perspectiva.
Se accede al edificio pasando por el Odeón y el Anteodeón, dos amplias salas construidas por Scamozzi. En 1637 se decoraron con frescos de Francesco Maffei, que representan escenas de divinidades y figuras alegóricas. En el friso superior del Anteodeón, realizado en 1595 en estilo monocromo, se reproducen varias escenas teatrales representadas por la Academia antes de la construcción del teatro. Las imágenes muestran asimismo espectáculos o manifestaciones culturales que tenían lugar en el interior del nuevo teatro, como el Amor constante, la Sofonisba, el Edipo rey, el Torneo y la Fiesta de los Japoneses. Actualmente exhibe las lámparas de aceite del escenario original. El Odeón, una sala destinada a recitales de música, está decorada con frescos que representan a los distintos dioses del Olimpo.

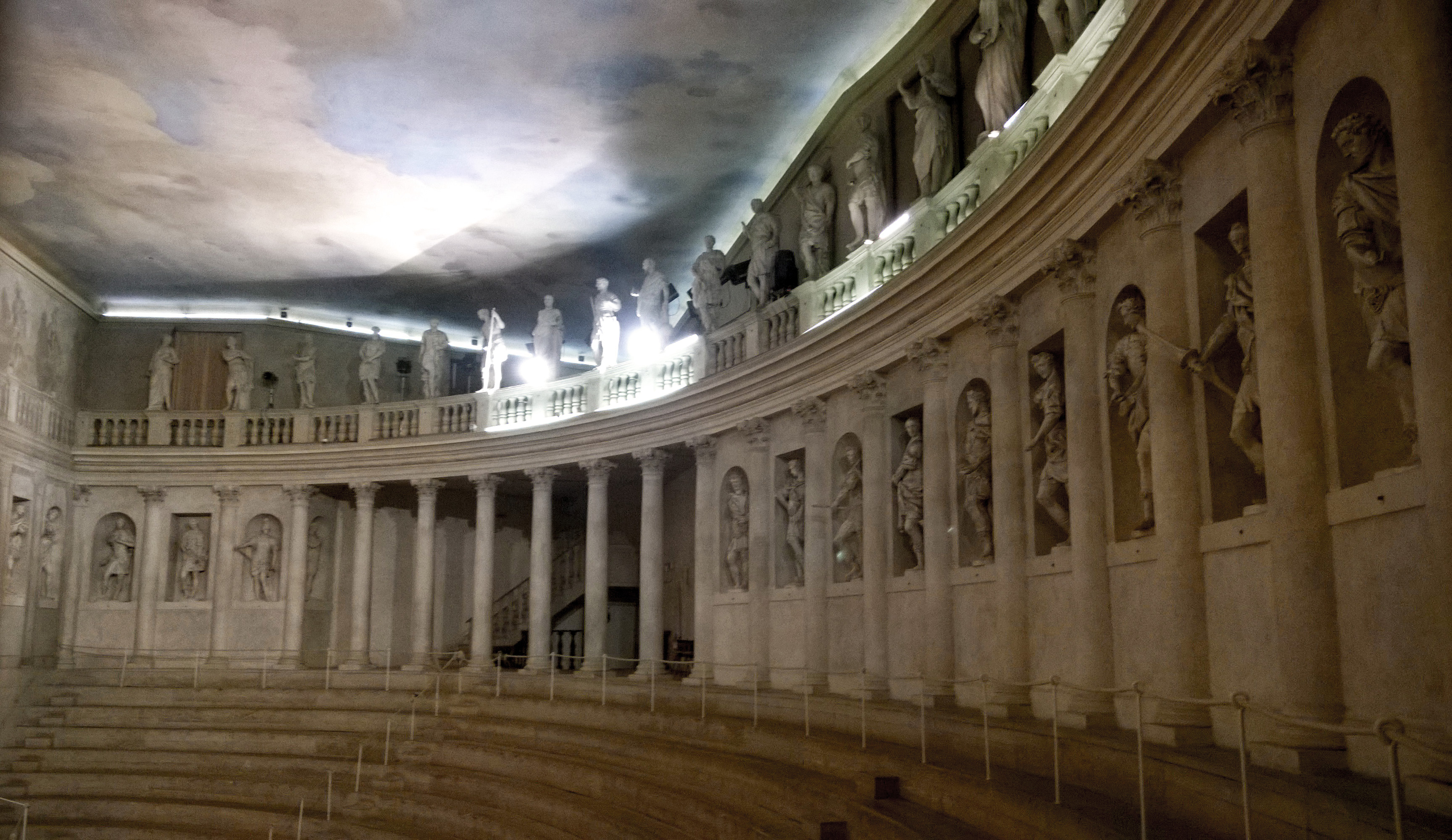
Vista de parte de la cávea, la exedra superior, la balaustrada, el conjunto escultórico y el techo. La logia o pórtico columnado de la parte superior oculta una escalera (visible en la planta de Scamozzi) que originalmente servía de entrada a la cávea.

A través de dos puertas laterales se accede a la cávea semielíptica. Está compuesta por trece gradas que terminan en su parte superior en una exedra con columnas, una parte de la cual está abierta y otra formada por nichos adosados en el muro. La fila superior muestra diversos bajorrelieves que representan a Hércules, realizados por Ruggero Bescapé. Sobre la exedra discurre un entablamento coronado por una balaustrada. En la parte inferior del graderío y frente al escenario se ubica la orquesta, también semielíptica, donde se sitúan los músicos.
En el interior de las hornacinas, en los plintos y sobre la balaustrada se emplazan las esculturas de noventa y cinco académicos vestidos con indumentaria clásica. Están realizadas con piedra y estuco y representan a personalidades relacionadas con la fundación de la Academia Olímpica y del propio teatro. En el nicho central situado sobre la cávea destaca la estatua de Leonardo Valmarana, príncipe de la Academia y promotor de la construcción del teatro, ataviado con ropajes imperiales, una alusión directa a la figura del emperador Carlos I

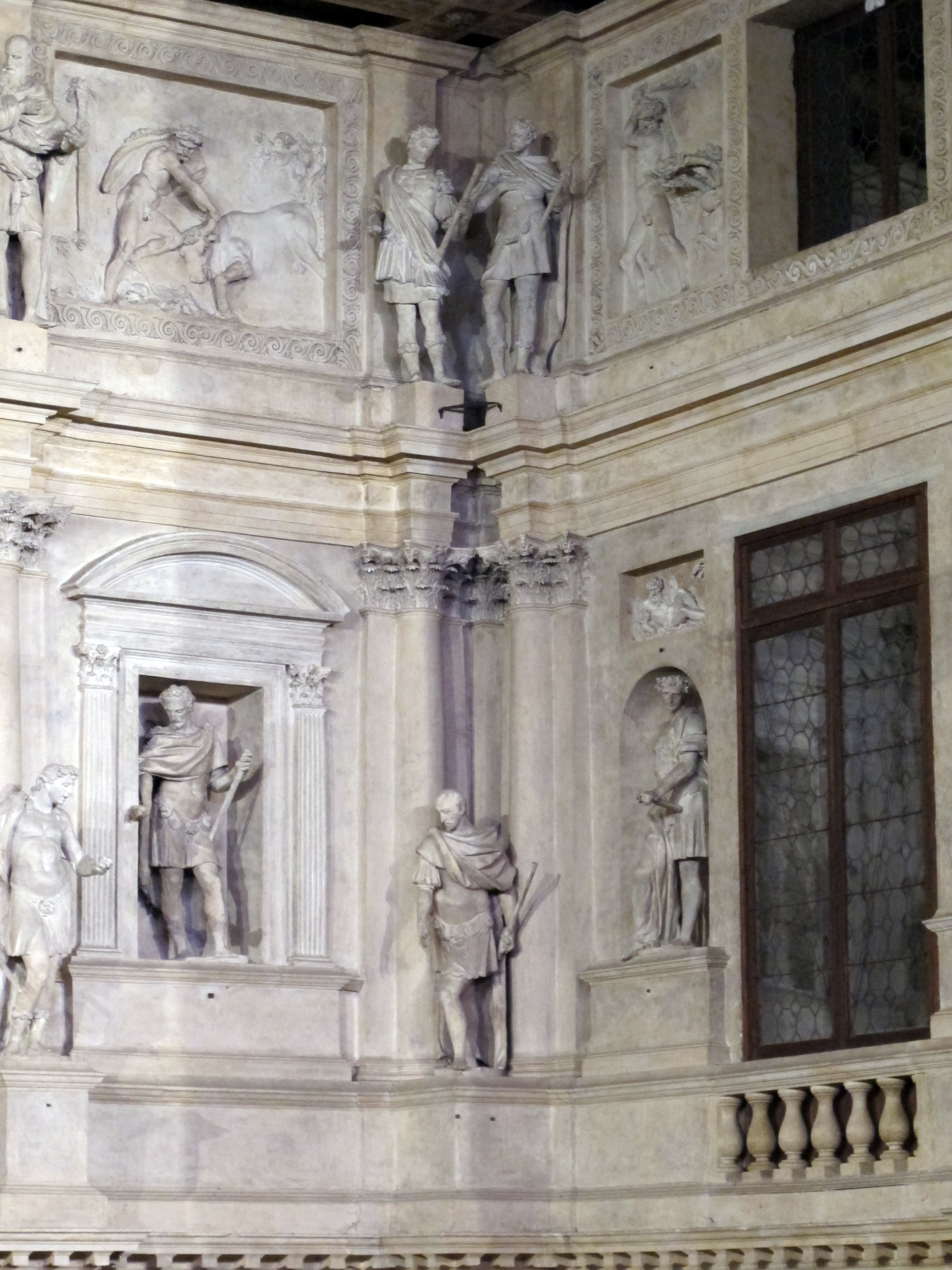
Detalle de las esculturas del frente de escena

Uno de los elementos más destacables del interior es el grandioso frente de escena, de orden corintio, inspirado en los arcos de triunfo romanos de tres vanos. La estructura es renacentista pero con rasgos manieristas. Consiste en una pantalla de madera y estuco dividida horizontalmente en tres partes. La inferior representa el arco de triunfo, conocido como porta regia o «arco real», formado por una gran abertura central y tres vanos a cada lado separados por columnas. A los lados se abren otros dos huecos de menor tamaño denominados hospitalia. El segundo segmento horizontal es de menor altura y mayor sencillez. Está formado en su parte central por un arco de medio punto proveniente del tramo inferior, y tres hornacinas con esculturas a cada lado. En el ático se representan los doce trabajos de Hércules. En el centro, entre dos Famas con trompeta, aparece la imagen de un estadio con una carrera de bigas. Simboliza a la Academia, como recuerdo de los Juegos Olímpicos instituidos por Hércules, protector de la sociedad vicentina y alegoría del hombre que alcanza la gloria por medio de la virtud. Encima se puede leer el lema de Virgilio, Hoc opus, hic labor est (Ese es el trabajo, aquí está el esfuerzo). El escudo de Vicenza está sujetado por dos jóvenes. Estas tres franjas horizontales van disminuyendo en tamaño a medida que subimos. Se trata de un efecto óptico intencionado, buscado para aparentar la disminución del detalle en la percepción del ojo humano en un elemento visto desde su base.

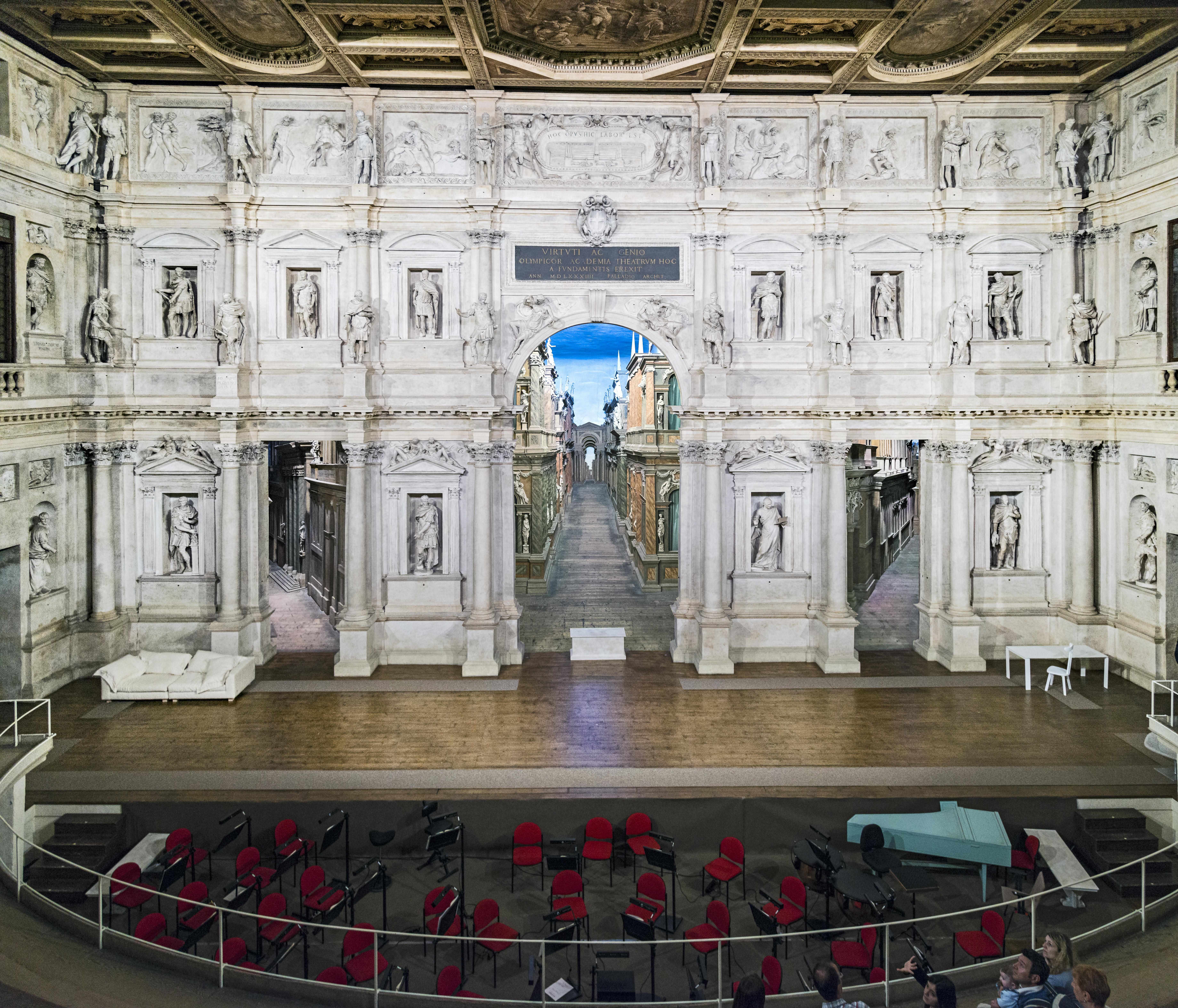
Detalle del frente de escena del Teatro Olímpico. El gran arco central es conocido como la porta regia o «arco real».

El escenario reproduce una plaza desde la cual parten cinco corredores a través de tres aberturas en el frente de escena. El central fue denominado el Camino Real, ya que partía del arco de triunfo a modo de vía triunfal. El paisaje en perspectiva reproduce las calles de la antigua Tebas que disminuyen en sección, tanto en anchura como en altura, creando una gran sensación de profundidad. Fue diseñado por Scamozzi para la inauguración del teatro, donde se representó Edipo rey, y se conserva como un elemento permanente. Desde la platea central, generalmente destinada a los nobles, se ofrece una ilusión óptica con las vías que parecen perderse en la lejanía.
El espacio interior del teatro no es muy amplio realmente, pero esta técnica ayuda a que parezca más grande de lo que es en realidad. Con el escenario en perspectiva, Scamozzi consigue crear una tramoya arquitectónica en la que colocando el punto focal del espectador muy alto, crea una ilusión óptica que hace parecer como si esas calles fueran realmente mucho más largas. Además, las fachadas de los falsos edificios de esas vías que desembocan en el escenario se van reduciendo de tamaño con la distancia y así la sensación de profundidad es aún mayor.
El techo ligeramente abovedado, decorado también con un trampantojo, fue restaurado en 1914. Representa el cielo abierto con nubes y una luz azulada y rosácea. La idea original pretendía reproducir el cielo al aire libre. Gracias a esta técnica, el espacio interior parece más amplio de lo que realmente es.

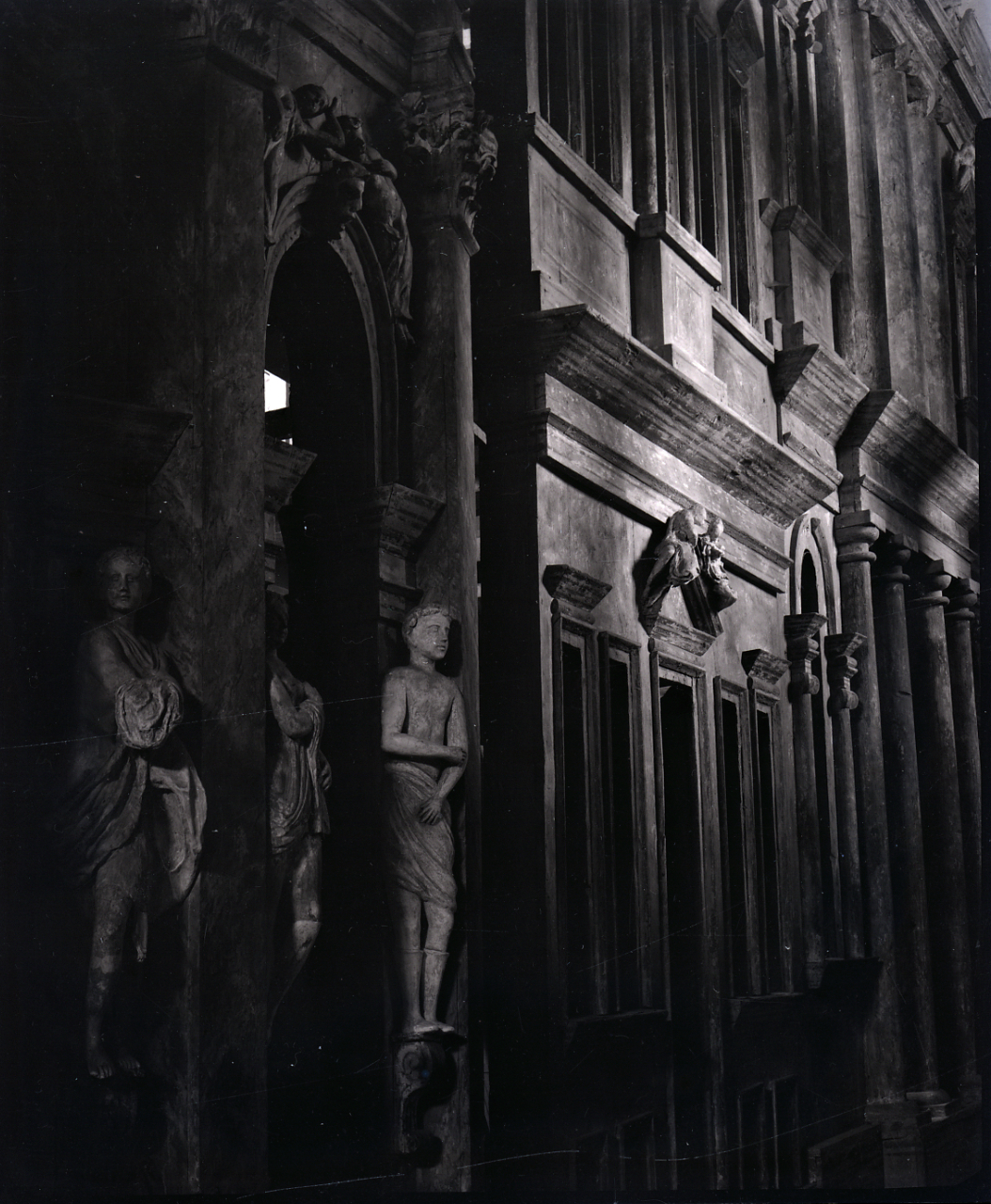
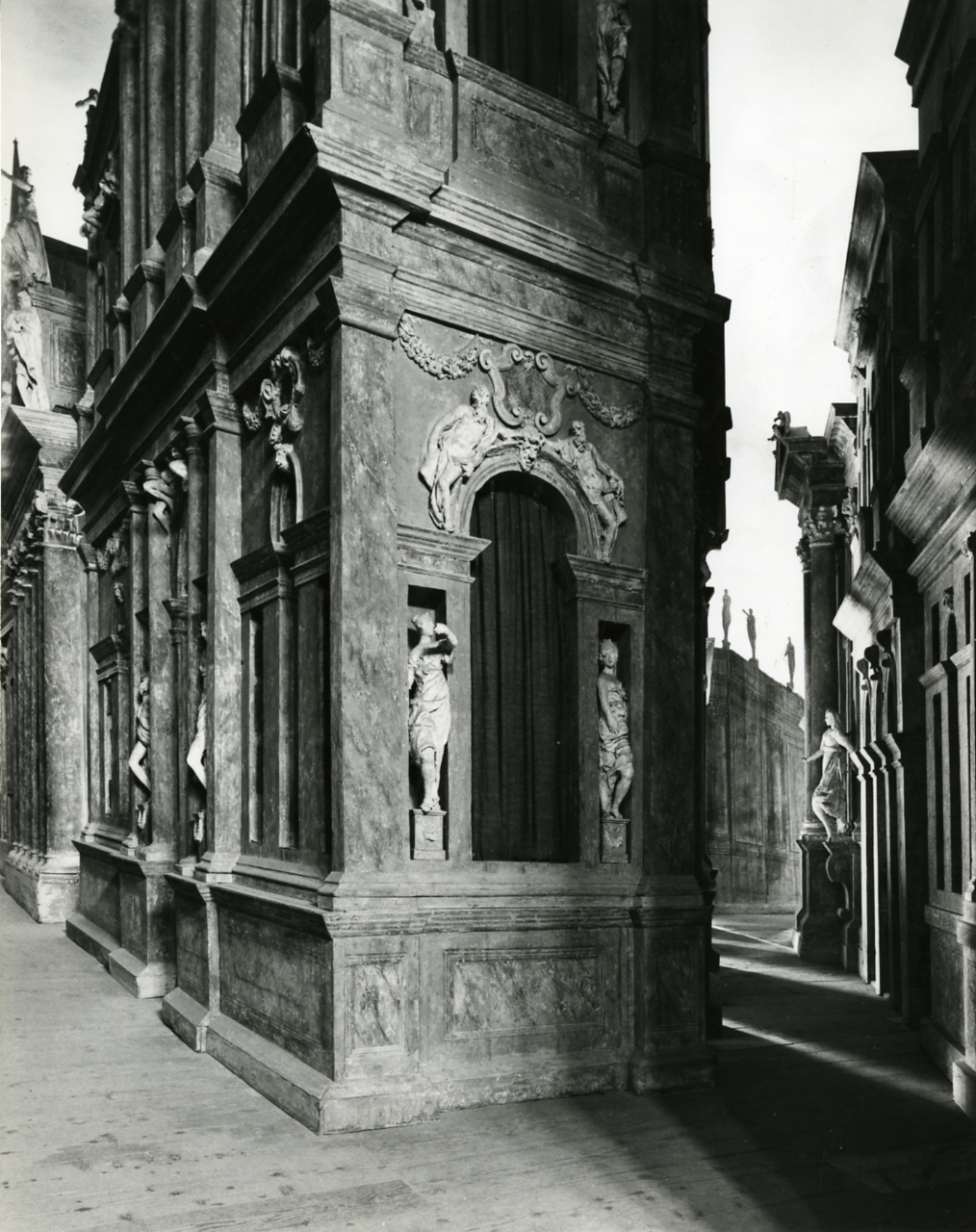
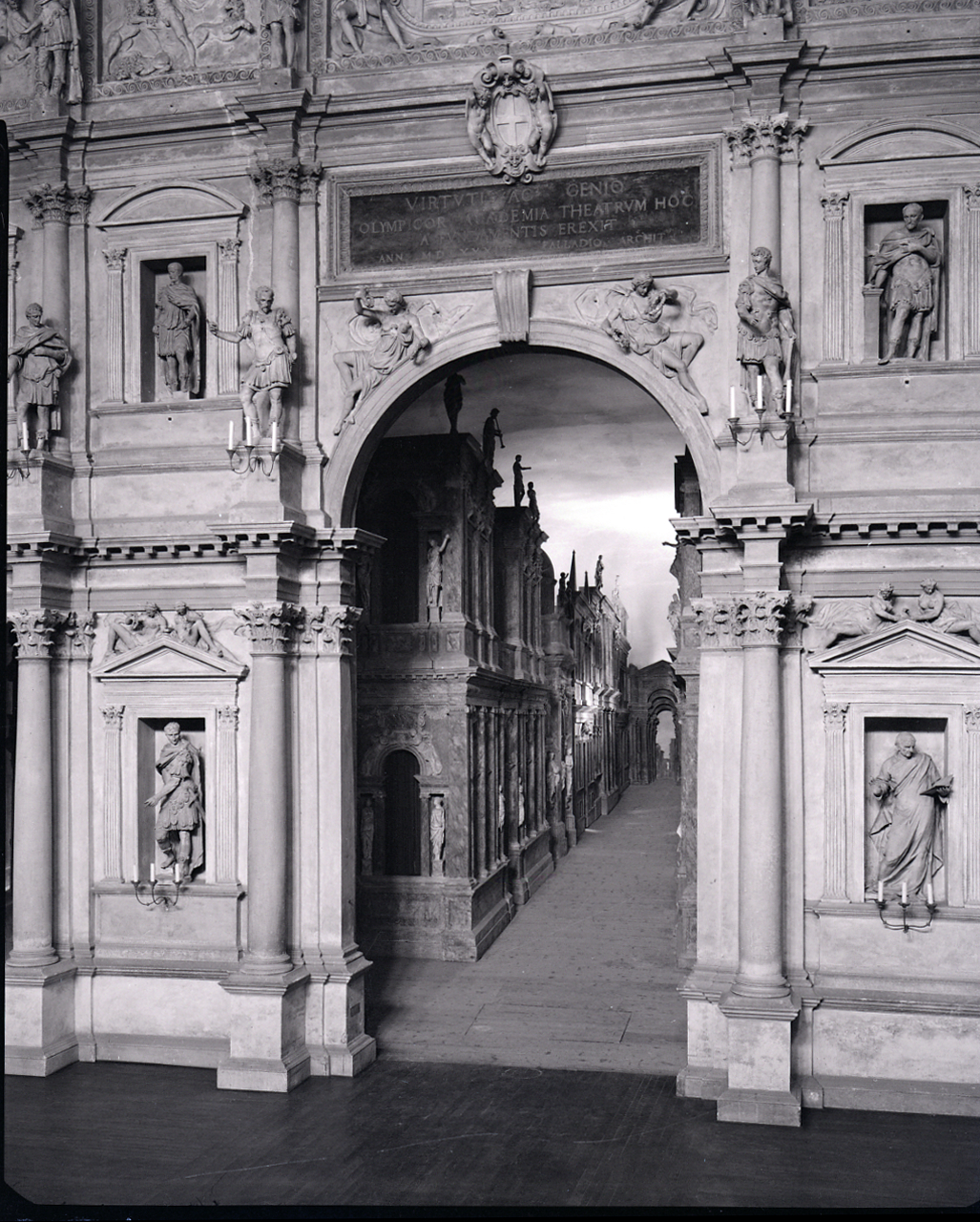
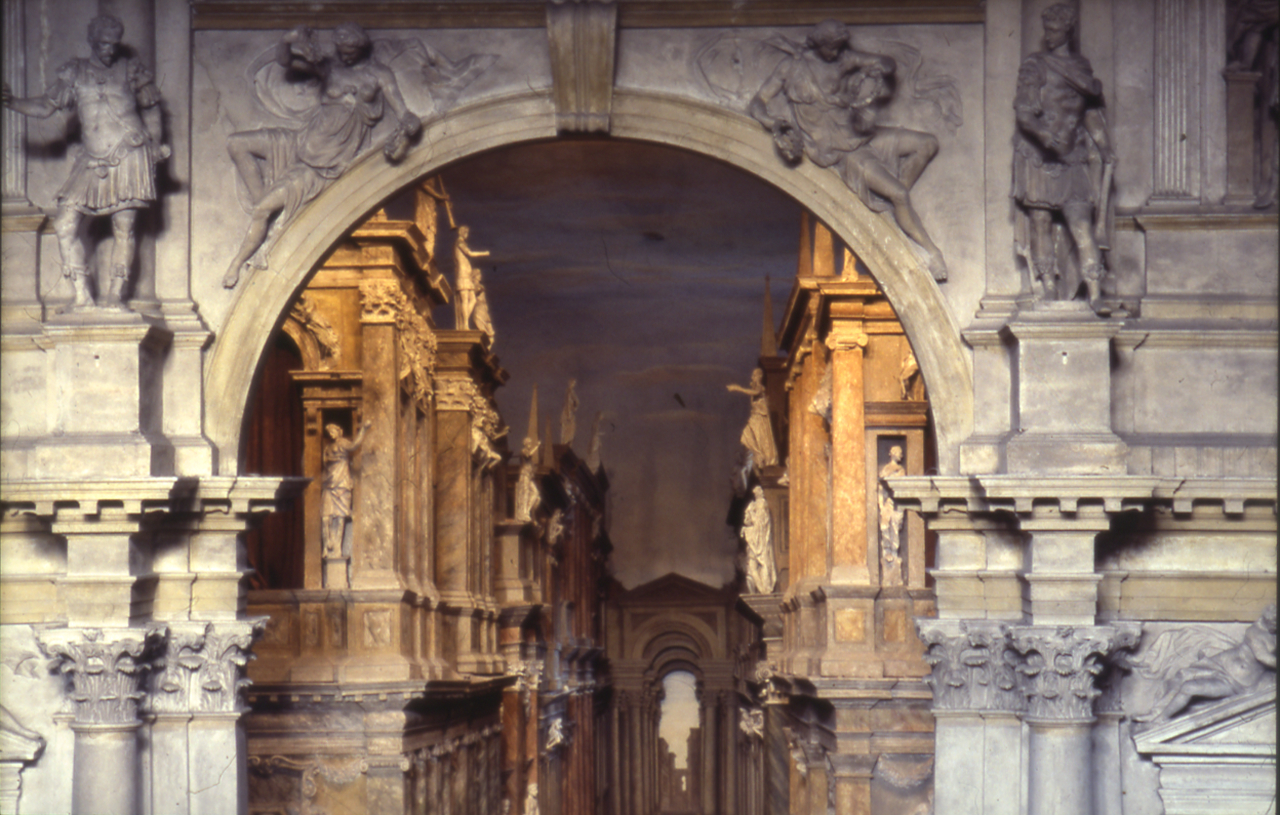
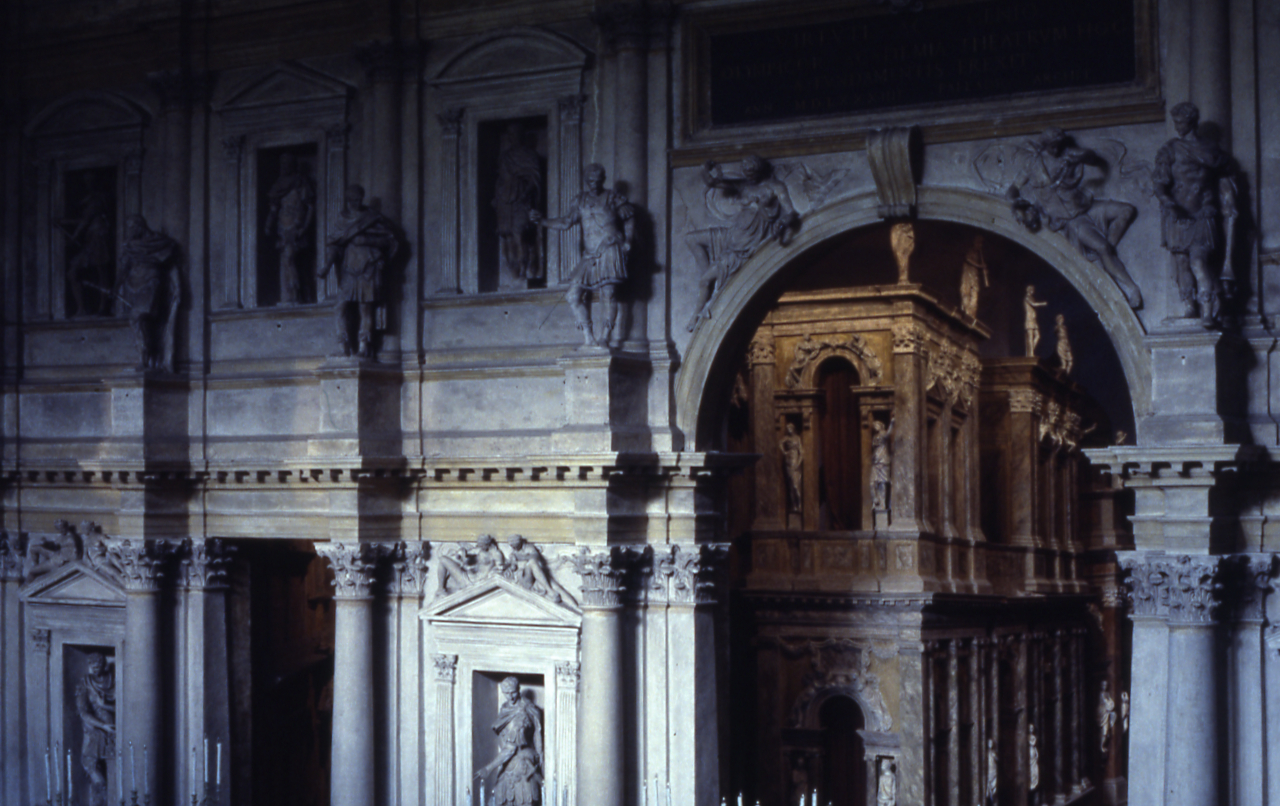
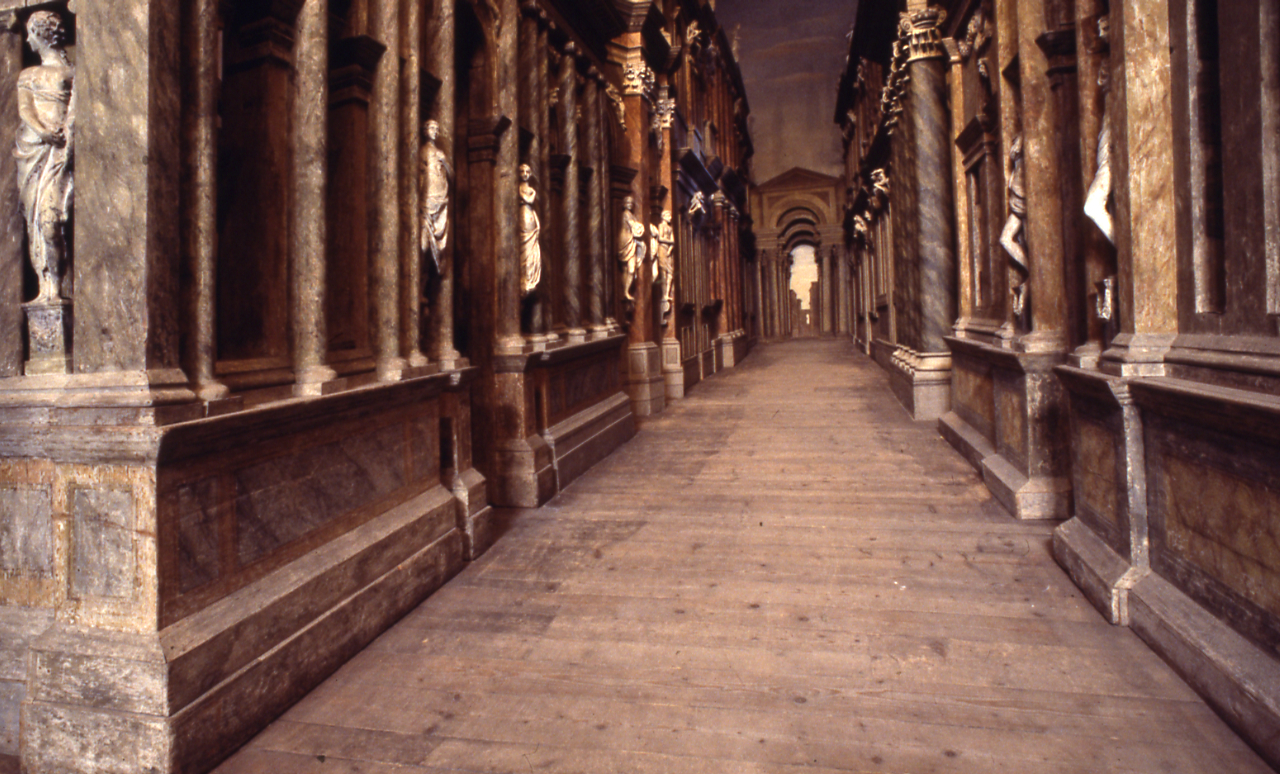

## Influencias

### Precedentes
Algunos autores han afirmado erróneamente que, cuando se construyó en 1580-1585, el Teatro Olímpico fue el primer teatro construido especialmente para la ocasión en Europa en mil años.En realidad, el teatro fue uno de los muchos nuevos teatros permanentes construidos en esa época. Los registros indican que se edificaron otros teatros permanentes en Ferrara (1531), Roma (1545), Mantua (1549), Bolonia (1550), Siena (1561) y Venecia (1565). Este último fue diseñado por el propio Palladio para la Compagnia della Calza.

### Influencias posteriores

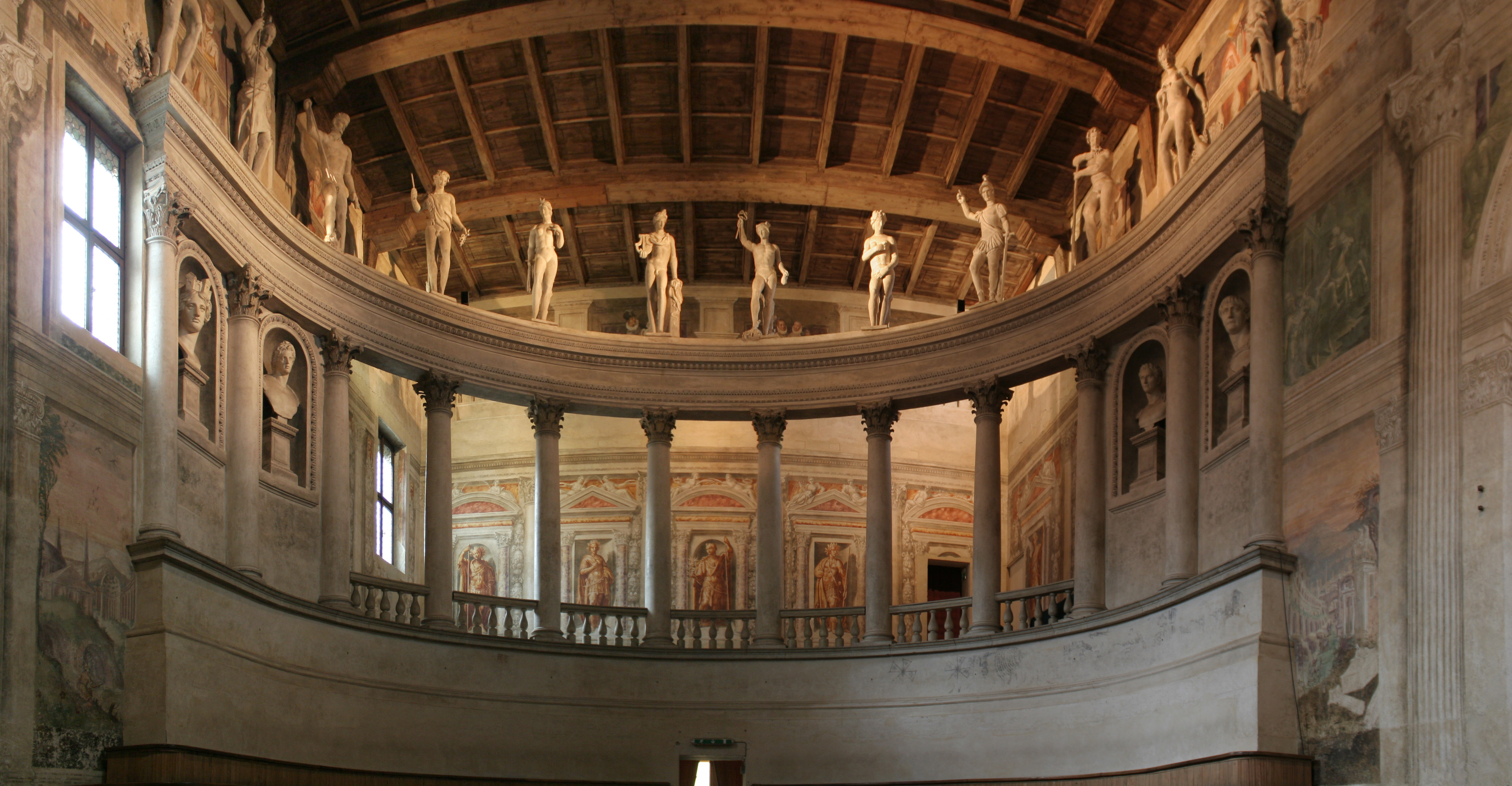
El interior del Teatro all'antica de Sabbioneta.

El primer teatro inspirado en el Teatro Olímpico y el que tiene una influencia  más obvia es el Teatro all'antica en Sabbioneta. Diseñado por Scamozzi, en ocasiones es denominado de forma incorrecta como «Teatro Olímpico».Algunos de sus elementos de diseño, en particular la notable columnata detrás de la zona de asientos y las referencias a la antigua Roma, están claramente tomadas del Teatro Olímpico original. Sin embargo, en Sabbioneta no existe un elaborado frente de escena y en el escenario solo se emplea una vista en perspectiva a lo largo de una única calle. Además, el área de butacas difiere radicalmente de la planta elíptica de Palladio, quizás como resultado de la forma más estrecha del solar donde se alberga el edificio.

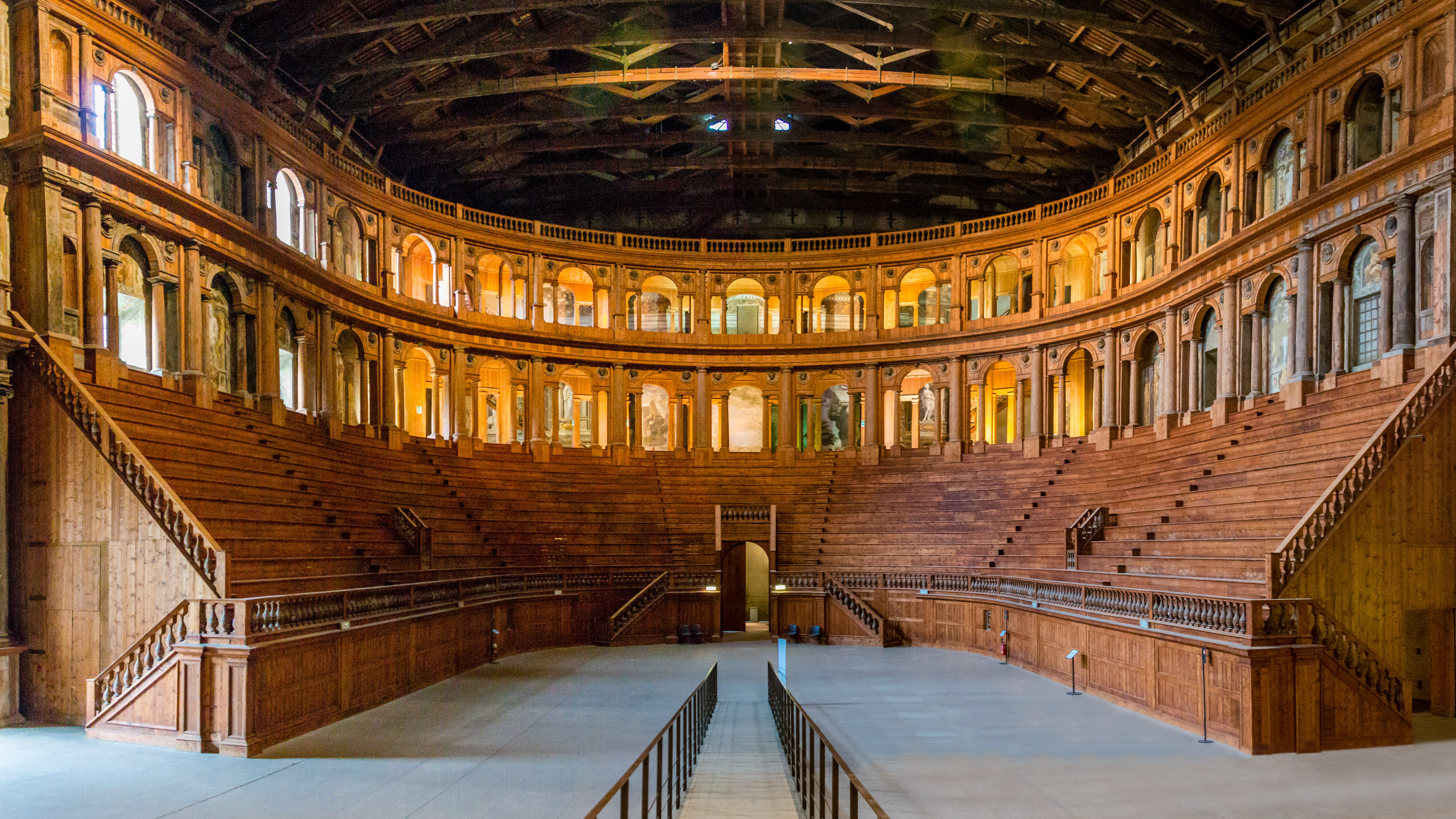
El Teatro Farnese de Parma.

El Teatro Farnese de Parma, construido en 1618 por el arquitecto Giovan Battista Aleotti, está inspirado en el Teatro Olímpico de Vicenza y en el Teatro all'antica de Sabbioneta.
El arquitecto inglés Íñigo Jones visitó el Teatro Olímpico poco tiempo después de su finalización y tomó minuciosas notas, en las cuales expresó su particular admiración por las vistas en perspectiva: «El principal artificio era que dondequiera que alguien se sentara, veía alguna de las perspectivas...»

### Legado arquitectónico
El Teatro Olímpico de Vicenza es una de las obras maestras del Renacimiento, resuelto basándose en la antigüedad clásica aunque sin renunciar al estilo personal de Palladio. Es un estudio de la armonía y belleza de los edificios «antiguos», pero como punto de partida para ser adaptados a los «modernos». El conjunto de su obra supuso una influencia para muchas obras arquitectónicas de dentro y fuera de Italia y de Europa, imitadas posteriormente en la corriente llamada Palladianismo.

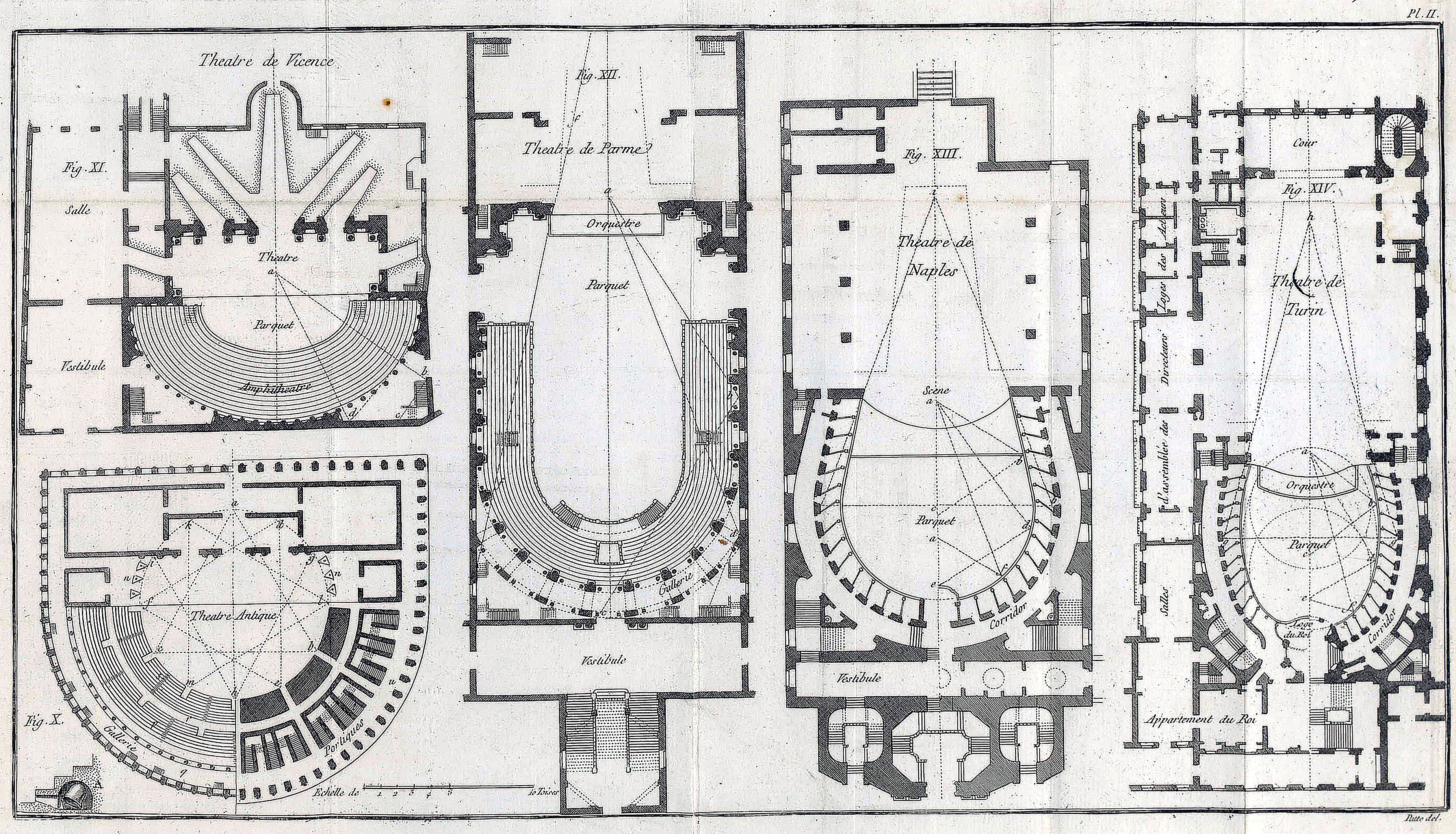
Diversos modelos de plantas de teatros: el Teatro Olímpico de Vicenza, el Teatro Antiguo, el Teatro de Parma, el Teatro de Nápoles y el Teatro de Turín. Essai sur l'Architecture Théâtrale. Lámina II. Pierre Patte. 1782.

A través de los siglos, el edificio ha tenido muchos admiradores, pero relativamente pocos imitadores. La crítica Caroline Constant afirmó que «en la historia del diseño de teatros, el Teatro Olímpico fue una interrupción temporal, pues las generaciones sucesivas adoptaron el arco del proscenio y los escenarios pictóricos. Las ideas de Palladio se acercan más al espíritu del teatro moderno, que favorece la relación del espectador con la acción». James Laver apunta que «la forma rígida de la disposición escénica del Teatro Olímpico...descarta cualquier desarrollo posterior», y que el teatro era, en ese sentido, un prisionero del énfasis de sus creadores en las «consideraciones sobre arqueología» y en la honradez del modelo romano. El éxito del experimento de Palladio de reconstruir un modelo antiguo significa que ya no existía ninguna necesidad de perseguir el objetivo de recuperar el pasado romano, sino que era posible empezar a hacer innovaciones, comenzando por la eliminación del rígido e inamovible frente de escena y las vistas en perspectiva inalterables. 
Con este teatro se alcanzó el sueño, hasta entonces inviable, de generaciones de humanistas y arquitectos del Renacimiento: erigir de forma permanente un edificio símbolo de la tradición cultural clásica. El proyecto palladiano reconstruye el teatro romano con una precisión arqueológica fundamentada en el estudio riguroso de los textos de Vitruvio y de las ruinas de los complejos teatrales antiguos. Mediante todo ello, el gran arquitecto vicentino construye una suerte de testamento espiritual. Con el Olímpico renace el teatro de los Antiguos, y al proyectarlo, Palladio alcanza una consonancia absoluta con el lenguaje de la gran arquitectura clásica, cuyas leyes de secreta armonía había intentado reencontar durante toda su vida «con gran fatiga, y gran diligencia y amor».